# Malevolence
Malevolence es una película de cine norteamericana  dirigida por Steven Mena en 2004, y protagonizada por Samantha Dark, Brandon Johnson, Heather Magee, Richard Glover y Keith Chambers.
El joven Steve Mena dirige y escribe este thriller de terror con todos los ingredientes del género que protagonizan Samantha Dark (Samantha), Brandon Johnson (Julian), Heather Magee (Marylin), Richard Glover (Kurt), Keith Chambers (Max) y Courtney Bertolone (Courtney).

## Sinopsis
Hace diez años Martin Bristol, un niño de tres años desapareció de su casa. Durante su secuestro, fue testigo de los crímenes de un loco despiadado. En la actualidad el paradero de Martin sigue siendo un misterio. Julian y Marylin son una pareja con problemas económicos pero que lleva una vida tranquila. Un día el hermano de Marylin, Max, que acaba de salir de la cárcel, se presenta en su casa con una idea para un atraco que asegura que es fabulosa. Sin embargo, la inexperiencia de Julian convierte el atraco en un desastre total y Kurt, el cómplice de Max, tiene que huir secuestrando a dos mujeres, Samantha y Courtney. Refugiados en una casa de campo, los atracadores van desapareciendo uno tras otro hasta que solo quedan Julian y Samantha, que emprenderán la búsqueda de Courtney esperando que llegue la policía.